# Borek z Grodziska
Borek z Grodziska (Wezenborg) herbu Napiwo – kasztelan międzyrzecki, z rodu Borków, Borkowiców, Wezenborgów. W 1339 r. występował jako świadek na procesie Polski z zakonem krzyżackim w Warszawie. W dokumencie z 1353 roku wzmiankowana jest wdowa po nim (?) z Jaszkowa.
J. Bieniak w pracy Wielkopolska Kujawy ziemia łęczycka i sieradzka wobec problemu zjednoczenia państwa w latach 1300–1306 (Toruń 1969) uważa Borka z Grodziska za syna Przybysława Borkowica, a ojca Józefa z Grodziska i zalicza go do rodu Wezenborgów.